# 小西りゅうじ
小西りゅうじ（こにし りゅうじ、1983年2月3日 - ）は日本のミュージシャン、ギタリスト、作詞・作曲家、ラジオ番組DJ。大石ひろのりとユニット『a-more』を結成し、関東を中心にライブ活動、楽曲制作等を行う。本名は小西隆史。兵庫県出身。

## 来歴
- 1998年 - 2001年 オリジナルロックバンド「feminism」結成。
- 2002年 - 2004年 オリジナルハードロックバンド「Spinel」結成。東京都町田市の成人式のイベント出演。
- 2004年 - 2006年 one eighty結成。渋谷、新宿、六本木、赤坂、池袋を中心に活動する。
- 2007年（株）コミユズレコード所属、岩久茂をプロデューサー、山下有次をサウンドプロデューサーに迎え、楽曲制作活動を始める。

## ディスコグラフィ
- 2008年1月19日 マキシ・シングル『I’ve』（『a-more』としてデビュー）
- 2008年4月10日 ミニアルバム『原点』
- 2009年6月20日 アルバム『足跡』
- 2009年12月15日 シングル『万治の風』（2010年3月16日 通信カラオケDAMで配信）
- 2010年4月3日 『御柱』

## 楽曲提供
- 2008年 BSジャパン『僕とお魚と水草の時間〜アクアリウムと暮らす〜』 エンディングテーマソング

## ラジオ出演
- 「a-moreのやさしい唄になりたい」（かずさエフエム）